# Agostino del Riccio
Agostino del Riccio, né en 1541 à Florence et mort le 18 décembre 1598 dans cette même ville, est un moine dominicain et un écrivain italien.
Il est un auteur d'ouvrages sur l'agronomie et la lithologie ainsi que l'Art de mémoire.

## Biographie
Aux environs de 1560, il rentre dans l'ordre des frères prêcheurs où il effectue sa période de noviciat au couvent San Marco. Puis, il séjourne au sanctuaire de la Madona della Quercia proche de Viterbe et en profite pour visiter plusieurs localités du centre de l'Italie et découvrir la riche activité picturale et architectonique de Rome avant de retourner définitivement à Florence. Dans sa ville natale, il y passera les dernières années de sa vie dans l'église de Santa Maria Novella avec le titre de curateur des jardins du monastère.
La diversité de son œuvre révèle la prédilection de Del Riccio pour un type de savoir encyclopédique. Sa solide pratique de l'expérience horticole lui permet de rédiger plusieurs volumes qui traitent de l'agriculture. Il fréquente assidument le Casino di San Marco - où il se familiarise au travail de la pierre - et autres officines grand-ducales prisées par de nombreux peintres, sculpteurs, collectionneurs et mécènes florentins. Son ouvrage sur l'art de mémoire, écrit en toscan, constituera un précieux outil pour les prédicateurs. Il sera très apprécié des érudits du XVIIIe siècle parmi lesquels Giovanni Bottari, Giuseppe Pelli Bencivenni, Niccolò Gaburri, Giovanni et  Ottaviano Targioni Tozzetti.

## Les manuscrits
Ils sont principalement rédigés dans la dernière décennie de sa vie.
- Arte della memoria locale, Bibliothèque nationale centrale de Florence
- Istoria delle pietre, Biblioteca Riccardiana de Florence.
- Libro di Pietre et Agricoltura, Bibliothèque Estense de Modène.
- Agricoltura Sperimentale, Bibliothèque nationale centrale de Florence
- Agricoltura Sperimentale, Bibliothèque Estense de Modène.
- Agricoltura Sperimentale, Biblioteca Universitaria di Medicina, Ospedale di Careggi-Firenze, de Florence.
- Trattato di Agricoltura, Bibliothèque nationale centrale de Florence.

## Sources
- Site d'Utzima Benzi